# ジョージア民主党
ジョージア民主党（ジョージアみんしゅとう、Democratic Party of Georgia）は、アメリカ合衆国のジョージア州における二大政党のうちの一つ。全国政党である民主党の傘下にある。

## 歴史
1世紀以上に渡り、民主党はジョージア州と地方政治を支配した。民主党は1872年から2002年まで、州知事、上下両院議会、その他の州の官職に至るまで、権限を握り続けた。
1998年に政権は共和党に移行したが、2002年の知事選で共和党サニー・パーデューが民主党ロイ・バーンズを下した。予期していなかったパーデューの勝利により、ジョージア民主党は下り坂を迎えた。
州下院議長トム・マーフィーは、全米の州議会で最も長く議長職を務めた。だが彼もまた2002年に敗北した。州上院では民主党員4人が鞍替えし、政権を共和党へ明け渡した。そして2004年、民主党は州下院での支配権を失い、ジョージア州の歴史上で初めて少数党に転落した。
2010年の州知事選挙では元職のロイ・バーンズが名乗りを上げ、民主党予備選挙において大差で指名を獲得。民主党の復権が期待された。世論調査では共和党ネイサン・ディールと拮抗した状況となり、決選投票が予想された。しかしながら実際に票を開けてみると、全州で共和党が勝利する結果となった。

## 指導層
ジョージア民主党ではデュボス・ポーターが委員長を務めている。ポーターは補欠選挙により2013年8月に当選。任期満了に伴う2015年1月の通常選挙でも再選を果たした。
民主党全国委員会にはジョージア州から7名—委員長デュボス・ポーター、第一副委員長ニケマ・ウィリアムズ、ウェンディ・デイヴィス、元AFL–CIO州会長リチャード・レイ、サリー・ロッサー、下院議員パメラ・スティーブンソン、元委員長デイヴィッド・ウォーリー—が選出されている。
州下院議員ステイシー・エイブラムズはジョージア州下院において少数党院内総務を務めている。州上院ではスティーヴ・ヘンソンが少数党院内総務を務めている。

## 執行部
ジョージア民主党の党役員は、州知事選挙の翌年に開催される党大会において、投票によって決定されている。党役員の任期は4年であり、再選は何度でも可能である。現在のジョージア民主党の党役員は、次の通り。
- 委員長: デュボス・ポーター
- 第一副委員長: ニケマ・ウィリアムズ
- 副委員長（選挙区連携担当）: サラ・トッド
- 副委員長（選挙対策担当）: ペドロ・マリン
- 副委員長（候補者募集担当）:テッド・テリー
- 幹事長: ステファニー・ウッズ・ミラー
- 出納役: キップ・カー

## 連邦議会
現在、ジョージア州から選出された連邦下院議員は4名である。連邦上院では議席を保有していない。ジョージア州から選出された直近の民主党上院議員はゼル・ミラーであり、2000年から2005年まで在任した。
ジョージア州選出の連邦議会議員は、次の通り。
- 下院:
  - サンフォード・ビショップ（第2選挙区）
  - ハンク・ジョンソン（第4選挙区）
  - ジョン・ルイス（第5選挙区）
  - デイヴィッド・スコット（第13選挙区）

ジョージア州民主党は憲法制定公職14のうち、いずれも保有していない。州上院では56議席中20議席を、州下院では180議席中63議席を保持している。上下両院とも任期2年であり、偶数年に同日選挙が行われる。

## 大統領選挙

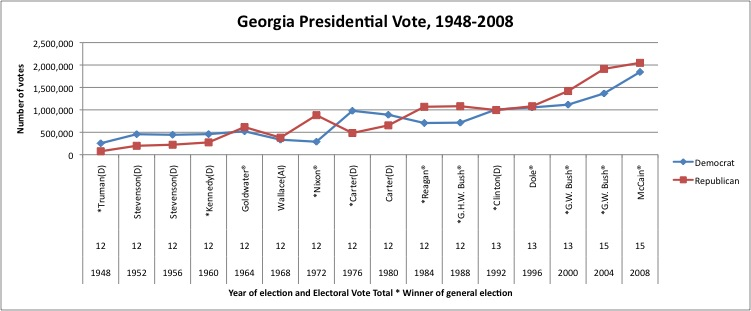
ジョージア州での大統領選挙結果（1948年-2008年）

1948年以降の大統領選挙について、ジョージア州の投票で民主党候補が多数派を占めた回数は7回。一方、共和党候補が多数派を占めた回数は8回である。しかしながら過去6回の大統領選挙において、民主党候補がジョージア州で勝利したのは1992のわずか1回である。このとき民主党ビル・クリントンはジョージア州で43.47パーセントを確保。一方の共和党ジョージ・H・W・ブッシュの得票率は42.88パーセントであった。

## 民主党全国委員会
- 委員
  - ウェンディ・デイヴィス
  - ダン・ハルパーン
  - リチャード・レイ
  - サリー・ロッサー
  - デュボス・ポーター
  - パメラ・スティーブンソン
  - ニケマ・ウィリアムズ
  - デイヴィッド・ウォーリー[8]